# Астролома
Астролома (лат. Astroloma) — род семейства Вересковые, состоящий приблизительно из 20 видов.
Большинство разновидностей является эндемиками Западной Австралии, но несколько видов произрастает в штатах Новый Южный Уэльс, Виктория, Тасмания и в Южной Австралии.

## Виды
По информации базы данных The Plant List, род включает 20 видов:
- Astroloma baxteri A.Cunn. ex DC.
- Astroloma ciliatum (Lindl.) Druce
- Astroloma compactum R.Br.
- Astroloma conostephioides (Sond.) F.Muell. ex Benth.
- Astroloma drummondii Sond.
- Astroloma epacridis (DC.) Druce
- Astroloma foliosum Sond.
- Astroloma glaucescens Sond.
- Astroloma humifusum (Cav.) R.Br.
- Astroloma macrocalyx Sond.
- Astroloma microcalyx Sond.
- Astroloma microdonta Benth.
- Astroloma microphyllum Stschegl.
- Astroloma pallidum R.Br.
- Astroloma pinifolium (R.Br.) Benth.
- Astroloma prostratum R.Br.
- Astroloma serratifolium (DC.) Druce
- Astroloma stomarrhena Sond.
- Astroloma tectum R.Br.
- Astroloma xerophyllum (DC.) Sond.